# Bergharen

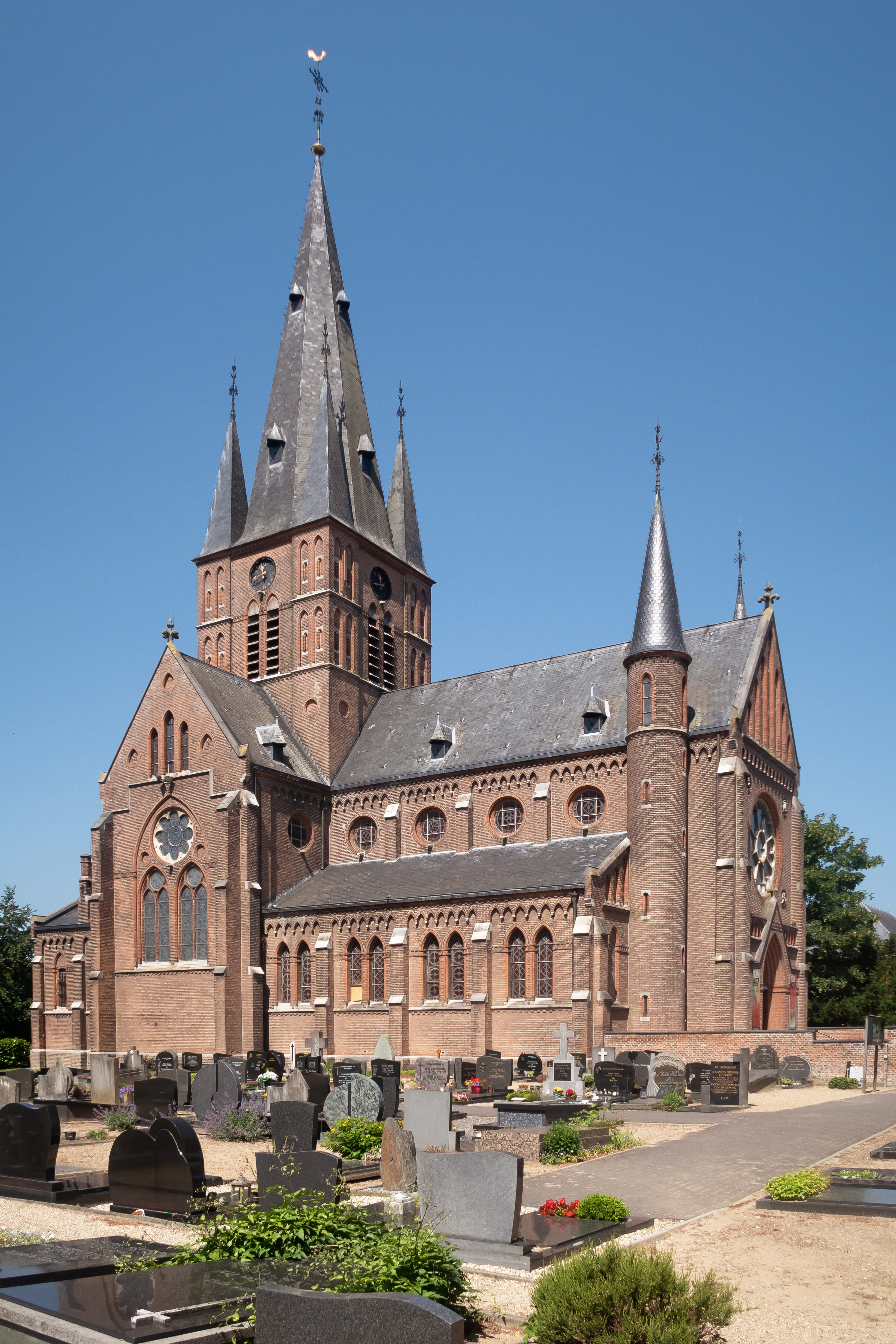
L'église: la Sint Annakerk

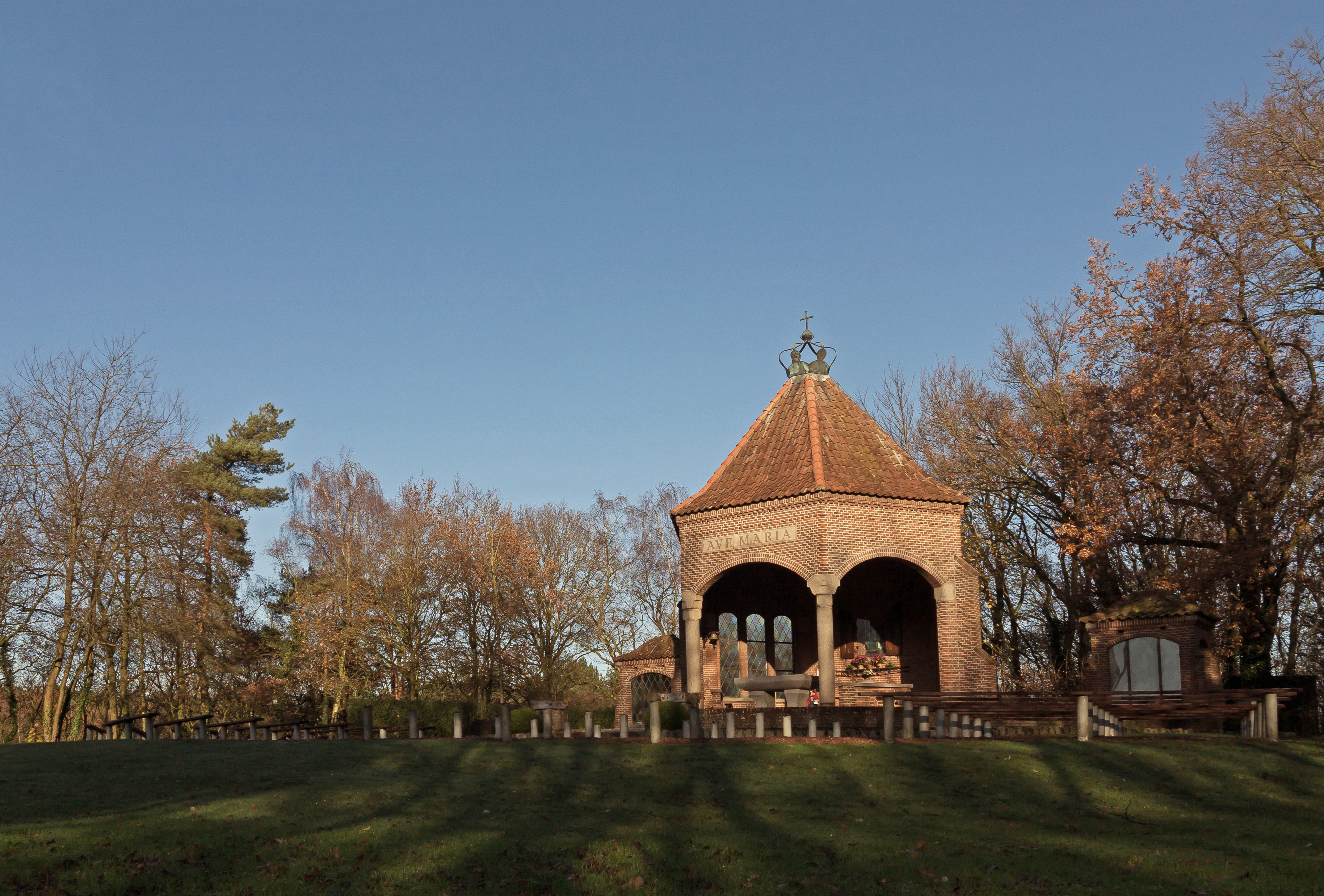
La chapelle: kapel Onze Lieve Vrouw ter Nood Gods

Bergharen est un village situé dans la commune néerlandaise de Wijchen, dans la province de Gueldre. Le 1er janvier 2006, le village comptait 1 770 habitants.
Le 1er janvier 1984, la commune de Bergharen a été rattachée à Wijchen.